# Транспозон

Схематичне зображення переміщення транспозону за допомогою механізму «вирізати і вставити».

Транспозони (англ. transposable element, transposon) — це ділянки ДНК організмів, що здатні до пересування (транспозиції) та розмноження в межах геному. Транспозони також відомі під назвою «стрибаючі гени» і є прикладами мобільних генетичних елементів.
Рухливий елемент ДНК, що може вклинюватись у нове місце в плазмідах чи хромосомах незалежно від рекомбінаційної системи клітини-господаря. Прокаріотичні транспозони можуть нести гени, що передають господареві нові фенотипні властивості, такі як опірність до антибіотиків.
Транспозони формально належать до так званої некодуючої частини геному — тієї, що в послідовності пар основ ДНК не несе інформацію про амінокислотні послідовності білків, хоча деякі класи мобільних елементів містять у своїй послідовності інформацію про ферменти, що транскрибуються та каталізують пересування, наприклад, ДНК-транспозони та LINE-1 кодують білки транспозазу, ORF1p й ORF2p. У різних видів транспозони розповсюджені різною мірою, так у людини транспозони складають до 45% всієї послідовності ДНК, у плодової мухи Drosophila melanogaster частина мобільних елементів становить лише 15-20% усього геному. У рослин транспозони можуть займати основну частину геному, так у кукурудзи (Zea mays) з розміром геному у 2,3 мільярдів пар основ принаймні 85% складають різні мобільні елементи.

## Історія відкриття
Барбара МакКлінток (англ. Barbara McClintock) досліджувала варіації забарвлення зерна та листя кукурудзи, та 1948 року шляхом цитологічних та генетичних досліджень дійшла висновку, що мобільні ділянки ДНК, Ac/Ds-елементи, призводять до соматичного мозаїцизму рослин. Вона була першою, хто довів, що геном еукаріот не постійний, а містить ділянки, які можуть пересуватися. 1983 року за цю працю Барбара МакКлінток отримала Нобелівську премію (єдина жінка, що отримала премію з фізіології та медицини самостійно, без співавторів).
Хоча транспозони були відкриті в 1940-х роках, лише через півстоліття стало зрозуміло, наскільки масштабним є їхній внесок у геном організмів. Так, отримання першої нуклеотидної послідовності (секвенування) геному людини довело, що мобільних елементів у послідовності ДНК не менше 50%. Точну оцінку отримати важко, адже деякі транспозонні ділянки з часом настільки змінилися, що їх не можна впевнено ідентифікувати.
Оскільки транспозони потенційно здатні спричиняти шкідливі мутації та поломки хроматину, з початку відкриття мобільних елементів вважалося, що їхня дія зводиться до геномно-паразитичної. Але на початку XXI сторіччя з'являється все більше даних про можливі сприятливі ефекти транспозонів для організмів, еволюційний вплив ретротранспозонів на геном плацентарних ссавців. Ідентифікують випадки використання транспозонів організмами. Наприклад, РНК L1-ретротранспозону бере участь в утворенні гетерохроматину під час інактивації X-хромосоми. Плодова муха не має теломерази, а натомість використовує зворотну транскриптазу ретротранспозонів для подовження теломерних ділянок, які у Drosophila melanogaster представлені повторами транспозонів.

## Типи транспозонів та механізми їх пересування

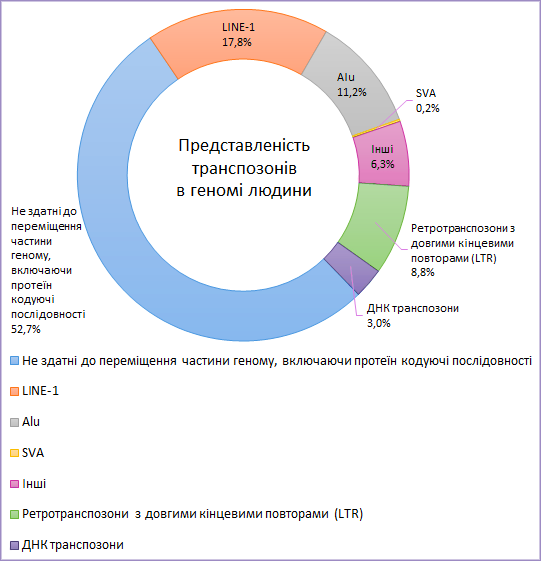
Представленість транспозонів у геномі людини.

Мобільні генетичні елементи належать до повторювальних елементів геному — тих, що мають декілька копій у послідовності ДНК клітини. Повторювальні елементи геному можуть розташовуватися в тандемі (мікросателіти, теломери тощо) і можуть бути розпорошені по геному (мобільні елементи, псевдогени тощо).
Мобільні генетичні елементи за типом транспозиції можна поділити на два класи: ДНК-транспозони, які застосовують метод «вирізати й вставити», та ретротранспозони, пересування яких має в своєму алгоритмі синтез РНК з ДНК та подальшим зворотнім синтезом ДНК з молекули РНК, тобто, метод «копіювати й вставити».
Транспозони також можна поділити за ступенем автономності. Як ДНК-транспозони, так і ретротранспозони мають автономні та неавтономні елементи. Неавтономні елементи для транспозиції потребують ферменти, що кодуються автономними елементами, часто містять значно змінені ділянки транспозонів і додаткові послідовності. Кількість неавтономних транспозонів у геномі може значно перевищувати кількість автономних.

### ДНК-транспозони

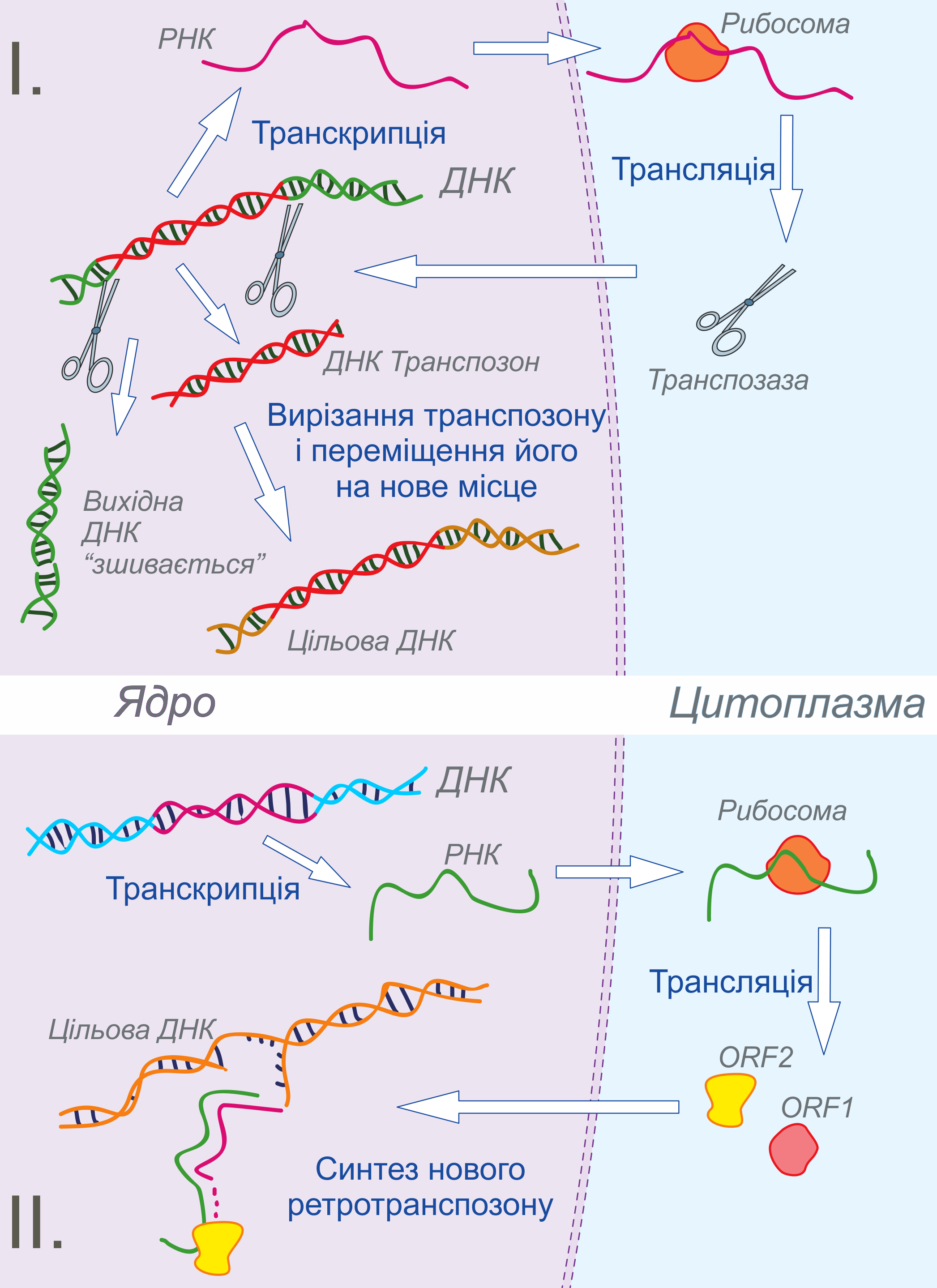
Схема пересування транспозонів. I. ДНК-транспозони: спосіб пересування «вирізати й вставити». II. LINE-1-ретротранспозони: спосіб пересування «копіювати й вставити».

ДНК-транспозони пересуваються по геному шляхом «вирізати та вставити» завдяки комплексу ферментів із назвою транспозаза. Інформація про амінокислотну послідовність білку транспозази закодована в послідовності транспозону. Крім того, ця ділянка ДНК може містити інші, непов'язані з транспозоном послідовності, наприклад гени чи їх частини. Більшість ДНК-транспозонів мають неповну послідовність. Такі транспозони не є автономними й пересуваються по геному завдяки транспозазі, що закодована іншим, повним, ДНК-транспозоном.
На кінцях ділянок ДНК-транспозону розташовані інвертовані повтори, які є особливими сайтами впізнавання транспозази, таким чином відрізняючи цю частину геному від решти. Транспозаза здатна робити дволанцюгові розрізи ДНК, вирізати й вставляти в ДНК-мішень транспозон.
До ДНК-транспозонів належать Ac/Ds-елементи рослин, які були вперше відкриті Барбарою МакКлінток у кукурудзі. Ac-елемент (англ. Activator) є автономним і кодує транспозазу. Є декілька типів Ds-елементів, які здатні до формування розривів хромосом і які переміщуються по геному завдяки Ac-елементам.
Хелітрони (англ. Helitron) — тип транспозонів, що є у рослин, тварин та грибів, але який широко представлений в геномі кукурудзи, де він, на відміну від інших організмів, знаходяться в частинах ДНК, що багаті на гени. Хелітрони транспозуються за допомогою механізму «коло, що котиться» (англ. "rolling circle"). Процес починається з розриву одного ланцюга ДНК-транспозону. Вивільнена ділянка ДНК вторгається в послідовність-мішень, де формується гетеродуплекс. За допомогою реплікації ДНК завершується вбудовування транспозону у нову ділянку.
Хелітрони під час транспозиції можуть захоплювати сусідні послідовності.

### Ретротранспозони
Ретротранспозони — це мобільні генетичні елементи, що застосовують метод «копіювати й вставити» для розповсюдження в геномі тварин. Принаймні 45% геному людини становлять ретротранспозони та їх похідні. Процес пересування включає проміжну стадію молекули РНК, яка зчитується з ділянки ретротранспозона, і яка потім у свою чергу використовується як матриця для зворотної транскрипції в послідовність ДНК. Новосинтезований ретротранспозон вбудовується в іншій ділянці геному.
Активні ретротранспозони ссавців поділяються на три основні родини: Alu-повтори, LINE-1, SVA.

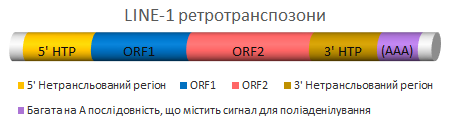
Структура ретротранспозону LINE-1.

Ретротранспозони LINE-1 — LINE-1, L1 (англ. Long INterspersed Elements), довгі дисперговані повтори — тип ретротранспозонів, що широко розповсюджений у ссавців і складає до 20% геному. L1-елементи мають довжину близько 6 тисяч пар основ. Більшість цих ретротранспозонів у геномі представлена неповно, хоча існує приблизно 150 повних і потенційно мобільних L1-елементів у послідовності ДНК людини та приблизно 3000 — у миші.
Процес пересування починається зі зчитування молекули РНК з елемента L1. РНК транспортується до цитоплазми, де з неї транслюються білки ORF1p (що є РНК-зв'язуючим білком) та ORF2p (що має ендонуклеазну та зворотньо-транскриптазну активність). ORF1p, ORF2p та РНК транспозону формують рибонуклеопротеїн та імпортуються в ядро, де відбувається зворотна транскрипція ретротранспозону.
Більшість випадків вставляння L1-елементів відбувається не до кінця, і такі копії більше не здатні до самостійної мобілізації.
Існують відомості про неканонічні функції L1-елементів під час інактивації X-хромосоми.
LTR — довгі кінцеві повтори (англ. Long Terminal Repeat) — ретротранспозони, що мають кінцеві повторювальні послідовності, які відіграють важливу роль у транскрипції та зворотній транскрипції РНК транспозону. LTR-елементи кодують білки pol та gag, що близькі до білків ретровірусів, але, на відміну від останніх, LTR не вистачає білків, які змогли би сформувати зовнішню оболонку (суперкапсид) і вийти з клітини.
SINE — короткі дисперговані елементи (англ. Short INterspersed Elements) — є неавтономними ретротранспозонами: для пересування вони потребують активності L1-елементів. У ДНК-послідовності SINE містять лише сайт зв'язування РНК-полімерази. До SINE належать Alu-ретротранспозони.

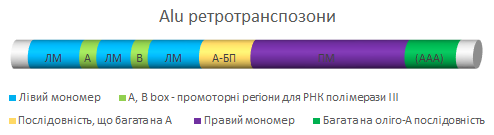
Структура Alu-ретротранспозоу.

Alu-елементи — широко розповсюджені в геномі людини мобільні елементи. Alu-елементи мають довжину ~300 пар основ і часто розташовані в інтронах, ділянках геному, що не транслюються, та міжгенних ділянках. Назву Alu-ретротранспозони отримали через те, що вони містять послідовність розпізнавання рестрикційного ензиму AluI. Аналіз послідовностей показав, що Alu-елементи виникли у приматів приблизно 65 мільйонів років тому від гену 7SL РНК, що входить до рибосомного комплексу. Alu-ретротранспозони не мають власної зворотної транскриптази, тому для пересування їм необхідні ферменти елементів LINE-1.
В Alu-елементах відбувається до 90% всіх випадків редагування РНК з перетворенням A на I.
SVA (англ. SINE-R–VNTR–Alu) — мобільні елементи довжиною у 2-3 тисячі пар основ ДНК, що складаються з декількох частин: коротких розкиданих елементів (SINE), змінної кількості тандемних повторів (англ. variable number of tandem repeat, VNTR), Alu-послідовності та CT-багатого повтору, з послідовністю CCCTCT, що зустрічається частіше за все і має назву гексамер (Hex). Довжина SVA-елементів значно варіює через різну кількість складових повторів. Вони не є автономними й потребують білків, що закодовані в L1-ретротранспозонах для пересування, але вони активні в геномі людини. SVA-елементи зазнають високого рівня метилювання ДНК у більшості тканин людини. Цікавим фактом є занижене метилювання ДНК SVA-ретротранспозонів у чоловічих статевих клітинах людини, тоді як у шимпанзе SVA-послідовності сперматозоїдів високо метильовані.

## Механізми блокування транспозонів

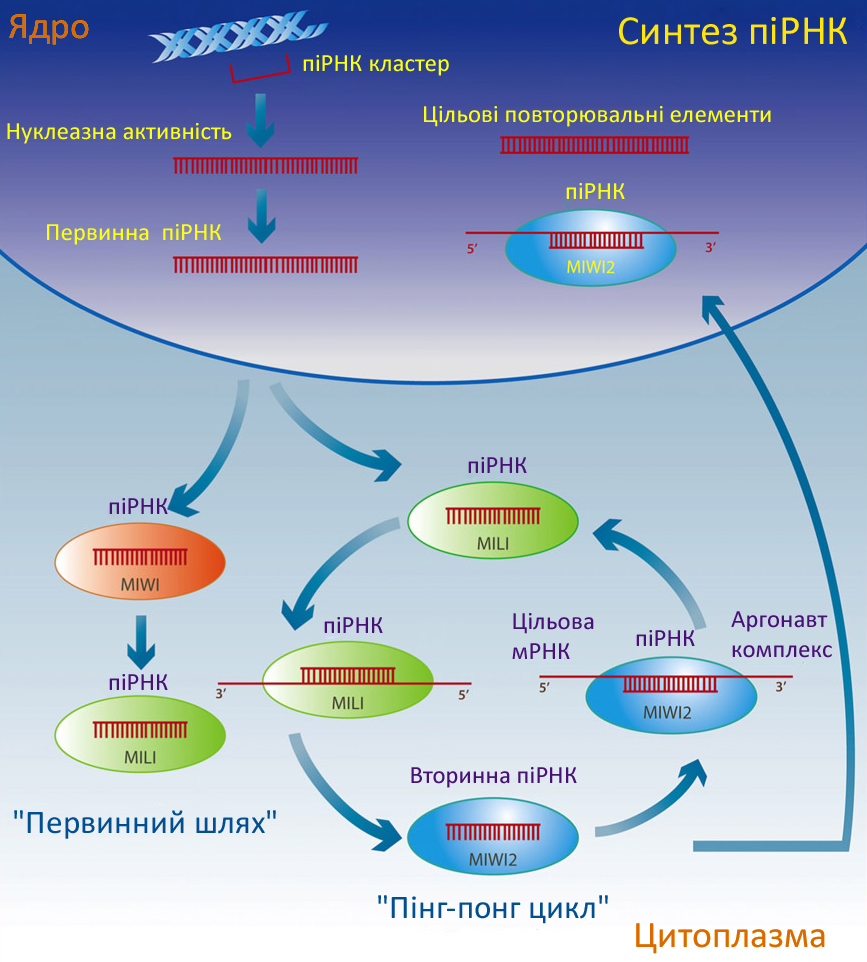
Схематичне зображення механізму піРНК-індукованого заглушення транспозонів.

Мобільні елементи геному досить широко представлені в рослинних та тваринних геномах. Їх висока активність є ризиком для стабільності геному, тому їх експресія жорстко регулюється, особливо в тих тканинах, які беруть участь у формуванні гамет та передачі спадкової інформації нащадкам. У рослин і тварин регуляція активності мобільних елементів геному відбувається шляхом метилювання послідовності ДНК de novo та активності некодуючих РНК разом із білковими комплексами Аргонавт.
Основна роль малих некодуючих РНК, що взаємодіють з ПІВІ-комплексом, або піРНК (англ. piRNA, PIWI-interacting RNA), полягає в заглушенні мобільних елементів геному в зародкових тканинах. Ця роль піРНК досить високо консервативна серед тварин.
У мишей мобільні елементи геному впродовж онтогенезу перебувають переважно в неактивному стані, який досягається шляхом епігенетичних взаємодій та активності некодуючих РНК. У період ембріонального розвитку епігенетична мітка метилювання ДНК зазнає репрограмування: батьківські мітки стираються, а нові встановлюються. У цей період частина білків Аргонавту — PIWI-білки (Mili та Miwi2) — та некодуючі РНК, що з ними взаємодіють — піРНК — відіграють ключову роль у заглушенні de novo ретротранспозонів мишей шляхом метилювання ДНК, і пінг-понг-циклу ампліфікації піРНК та заглушення мішені. Якщо в мишей виникає нестача білків Mili та Miwi2, це призводить до активації LINE-1 й LTR та зупинки гаметогенезу й стерильності у самців. Нещодавні роботи встановили, що в мухи Drosophila melanogaster активним кофактором у заглушенні є білок GTSF1 (англ. gametocyte-specific factor 1, чи Asterix).
Механізм піРНК-індукованого заглушення транспозонів остаточно не з'ясовано, але схематично його можна подати такою моделлю:
- первинне накопичення одноланцюгових молекул РНК, піРНК-прекурсорів;
- дозрівання піРНК та їх ампліфікація за допомогою PIWI-білків (пінг-понг-цикл);
- заглушення цільового транспозону, що може відбуватися декількома шляхами: деградація РНК (за допомогою РНКазної активності H-подібного домену білків-аргонавтів), заглушення трансляції та залучення хроматин-модифікуючих систем (таких, як білки SWI/SNF[en][13]) і подальше епігенетичне заглушення транспозону.

На відміну від вірусів, які використовують організм хазяїна для розмноження і здатні його залишити, мобільні генетичні елементи існують виключно в організмі хазяїна. Тому до певної міри транспозони здатні регулювати власну активність. Прикладом цього є ДНК-транспозони Ac — автономні мобільні елементи рослин, що кодують власну транспозазу. Ac-елементи виявляють здатність знижувати активність транспозази при збільшенні її копій.
Також заглушення рослинних автономних ДНК-транспозонів MuDR може відбуватися за допомогою Muk. Muk є варіантом MuDR і має в своїй послідовності декілька паліндромних ділянок ДНК. Коли Muk транскрибується, така РНК формує шпильку, що потім ріжеться комплексом ферментів на малі інтерферуючі РНК (міРНК), які заглушають активність MuDR за допомогою процесу РНК-інтерференції.

## Хвороби
Станом на 2012 рік задокументовано 96 різних захворювань людини, причиною яких є вбудовування de novo мобільних генетичних елементів. Alu-повтори часто спричиняють хромосомні аберації і є причиною 50 різновидів захворювань. Так у нейрофіброматозі 1 типу було знайдено 18 випадків вбудовувань ретротранспозонів, 6 із яких відбуваються в 3 специфічних місцях. Активність мобільних елементів L1 у соматичних тканинах зафіксована у пацієнтів із раком легень.
Якщо транспозиція, що спричиняє захворювання, відбувається в гаметах, то наступні покоління успадковують хворобу. Так гемофілія може виникати через вбудовування ретротранспозону L1 у ділянку ДНК, що кодує ген VIII фактору згортання крові. У мишей були зафіксовані випадки онкогенезу, зупинки розвитку та стерильність у зв'язку з вбудовуванням мобільних елементів геному.

## Еволюційна роль транспозонів
Деякі етапи еволюціонування організмів були спричинені активністю мобільних елементів геному. Вже перша нуклеотидна послідовність геному людини довела, що багато генів є похідними транспозонів. Мобільні елементи геному можуть впливати на організацію геному шляхом рекомбінації генетичних послідовностей та входячи до складу таких фундаментальних структурних елементів хроматину, як центромери та теломери. Мобільні елементи можуть впливати на сусідні гени, змінюючи візерунки (патерни) сплайсингу та поліаденілування або виконуючи функції енхансерів чи промоторів. Транспозони можуть впливати на структуру та функції генів шляхом вимикання та змінення функцій, зміні структури генів, мобілізації та реорганізації фрагментів генів та змінення епігенетичного контролю генів.
Промоторні ділянки деяких генів ссавців походять від транспозонів. Цікавим є те, що велика кількість таких генів активна у ембріональний період. Деякі гени в рослин також можуть мати промотори які походять від транспозонів.
Реплікація транспозонів може спричинити деякі захворювання, але, незважаючи на це, у процесі еволюції транспозони не зникли й залишилися в ДНК-послідовностях майже всіх організмів або у вигляді цілих копій, що мали можливість пересуватися по ДНК, або у вкороченому вигляді, втративши здатність до пересування. Але вкорочені копії також можуть брати участь у таких процесах як пост-транскрипційна регуляція генів, рекомбінація тощо. Також важливим моментом у потенційній здатності транспозонів впливати на темпи еволюції є те, що їхня регуляція залежить від епігенетичних факторів. Це призводить до можливості транспозонів реагувати на зміни навколишнього середовища та спричиняти генетичну нестабільність. На стрес транспозони активуються або прямо, або шляхом зниження їхнього заглушення білками комплексу Аргонавт та піРНК. У рослин мобільні генетичні елементи дуже чутливі до різних типів стресу, на їх активність можуть впливати численні абіотичні та біотичні фактори, серед яких солоність, поранення, холод, тепло, бактеріальні та вірусні інфекції.
Також еволюційна роль транспозонів може полягати у поширенні регуляторних ділянок ДНК, таких як сайти зв'язування з транскрипційними факторами, по геному, це було показано на геномі ссавців за допомогою методики ChIP-seq. Транспозони можуть змінювати організацію хроматину через переміщення сайтів зв'язування CTCF , що є важливим елементом встановлення топологічно асоційованих доменів
Ще одним можливим механізмом еволюції геномів організмів є горизонтальний перенос генів — процес передача генів між організмами, які не перебувають у стосунках «предки-нащадки». Є відомості про те, що взаємодії паразитичних організмів та тварин-господарів можуть спричинити горизонтальний перенос генів за допомогою транспозонів, що відбувся між хребетними та безхребетними організмами.

### Приклади еволюційної ролі мобільних генетичних елементів
Вважається, що набутий імунітет ссавців виник у щелепних риб приблизно 500 мільйонів років тому. Набутий імунітет дозволяє формувати антитіла для багатьох видів патогенів, що потрапляють до організму ссавців, зокрема людини. Для формування різних антитіл клітини імунної системи змінюють послідовність ДНК шляхом соматичної рекомбінації за допомогою системи, що виникла й еволюціонувала завдяки мобільним елементам геному.
Нейрони, клітини нервової системи, можуть мати мозаїчний геном, тобто послідовність ДНК у них відрізняється від послідовності ДНК інших клітин, хоча всі вони сформувалися з однієї клітини-попередника — зиготи. Доведено, що в щурів спеціально вставлені L1-ретротранспозони людини активні навіть у зрілому віці. Також зафіксовано збільшення копій L1-ретротранспозонів у нейронах деяких ділянок мозку, зокрема гіпоталамуса, порівняно з іншими тканинами у дорослих людей. Також встановлено, що мобільні елементи призводять до різнорідності в нейронах мухи Drosophila melanogaster. Активність мобільних елементів у нейронах може спричинити синаптичну пластичність та велику варіабельність поведінкових реакцій.
Послідовності ДНК генів теломерази та LINE-1-ретротранспозонів мають високу гомологію, що свідчить про можливість походження теломераз від ретротранспозонів.
У рослин дуже велика швидкість еволюції геномів, тому найкраще відомі ті впливи мобільних елементів, що виникли внаслідок одомашнення, оскільки воно відбулося нещодавно, і зміни легко ідентифікувати, оскільки відомі риси, по яким велась селекція культурних рослин. Прикладами може бути отримання овальної форми Римських томатів Solanum lycopersicum. Ген, що знаходиться в локусі SUN, був переміщений шляхом ретротранспозиції у іншу ділянку ДНК, де він регулюється іншими промоторними послідовностями в овальних томатів.

## Використання транспозонів

### Генна інженерія
Оскільки мобільні елементи геному здатні до вбудовування в хроматин, вони використовуються в генній інженерії для спеціального й контрольованого вставляння генів чи ділянок ДНК, які вивчають науковці. Транспозони використовуються для мутагенезу й для визначення регуляторних елементів геному в лабораторіях.
Найбільш відома система для введеного мутагенезу in vivo — P-мобільний елемент мухи D. melanogaster, за допомогою якого можна вивчати функції генів, налагодження хромосомних аберацій тощо.
У хребетних тварин довгий час не було ефективної методики транспозонної модифікації геному. Зараз є система мобільного елемента Tol2, що отримана з японської риби Oryzias latipes, і використовується як у мишей, так і на клітинних лініях людини. Також успішною є система транспозонів Minos.
Система транспозонів Спляча Красуня (англ. Sleeping Beauty) була створена на основі послідовності ДНК транспозази з риби. Вдале використанні цієї системи на мишах дозволило визначити кандидатів у онкогени раку кишечнику людини.

### Філогенетика
Окрім використання транспозонів у генній інженерії, вивчення активності транспозонів є методом філогенетики. Шляхом аналізу та зіставлення нуклеотидних послідовностей геномів різних видів можна знайти транспозони, що наявні в одних видів, але відсутні в інших. Види, в яких є однаковий ретротранспозон, скоріше за все отримали його від спільного предка. Таким чином можна отримати інформацію про еволюційний розвиток видів і будувати філогенетичні дерева.